# César Oudin
Pour les articles homonymes, voir Oudin.
César Oudin (né vers 1560 - mort le 1er octobre 1625) est un grammairien, lexicographe et hispaniste français.

## Aperçu biographique
Fils d'un grand prévôt du Bassigny, il est élevé à la cour de Henri IV, qui n'est encore que roi de Navarre. La connaissance qu'il a des principales langues de l'Europe le rend digne de figurer parmi les savants et les érudits dont le prince aime à s'environner. Oudin est  accrédité auprès des princes protestants d'Allemagne ; Henri IV le charge d'autres missions diplomatiques, et continue de l'employer utilement dans le cours des guerres civiles. En 1597, il lui donne la charge de secrétaire-interprète pour les langues étrangères. Oudin meurt le 1er octobre 1625.

## Œuvres
- un important dictionnaire français-espagnol, le Thresor des deux langues francoise et espagnolle, Paris, 1607 ; 2e éd. 1616 ; 3e éd. 1621
- première traduction en France de Don Quichotte en 1614
- une  traduction de Don Quichotte, Paris, 1639, 2 vol. in-8°, qui fera oublier celle de François Filleau de Saint-Martin, pourtant beaucoup moins exacte, publiée en 1677 ;
- un Recueil  de sentences et de proverbes, traduit du castillan, in-8° ;
- un Dictionnaire espagnol et un  Dictionnaire italien, revus ensuite par son fils: César Oudin, Antoine Oudin, « Le Trésor des deux langues espagnole et françoise, Partie 2 (1645) » (consulté le 16 novembre 2019)
- une Grammaire italienne, Paris, 1645, in-8° ;
- une Grammaire espagnole, Rouen, 1675, in-12.

Ces deux dernières grammaires contiennent des corrections et des additions d'Antoine Oudin, son fils.

## Source
- Biographie universelle ancienne et moderne